# 2002 en fantasy
| Années de la fantasy : 1999 - 2000 - 2001 - 2002 - 2003 - 2004 - 2005    |
| Décennies de la fantasy : 1970 - 1980 - 1990 - 2000 - 2010 - 2020 - 2030 |

L'année 2002 a été marquée, en matière de fantasy, par les événements suivants.

## Films ou téléfilms
- 15 novembre : sortie au Canada, aux États-Unis et au Royaume-Uni d'Harry Potter et la Chambre des secrets, réalisé par Chris Columbus et adapté du roman de J. K. Rowling.
- 5 décembre : première mondiale à New York du Seigneur des anneaux : Les Deux Tours, réalisé par Peter Jackson et adapté du roman de J. R. R. Tolkien.

## Bandes dessinées, dessins animés, mangas
- 9 mars : début de la publication de la traduction en français de Naruto.